# Potirendaba (kommun)
Potirendaba är en kommun i Brasilien.   Den ligger i delstaten São Paulo, i den södra delen av landet, 600 km söder om huvudstaden Brasília. Antalet invånare är 15 453.
Följande samhällen finns i Potirendaba:
- Potirendaba

Omgivningarna runt Potirendaba är en mosaik av jordbruksmark och naturlig växtlighet. Runt Potirendaba är det ganska glesbefolkat, med 43 invånare per kvadratkilometer.